# Takashi Naraha
Takashi Naraha (楢葉 雍, Naraha Takashi) est un artiste sculpteur abstrait, japonais du XXe siècle, né le 25 mai 1930 à Mito (préfecture d'Ibaraki dans la plaine de Kantō) et mort en 2019 à Bois-le-Duc. Tout d'abord actif en Suède à partir de 1957, puis en France dès 1991.

## Biographie
Takashi Naraha fait des études à l'école des Beaux-Arts de Musashino,ville de la Préfecture de Tōkyō. Il partage son temps entre Glimarka en Suède, où il s'installe en 1957 et Saint-Pierre-de-Plesguen en Bretagne depuis 1991. Il participe à de nombreuses expositions collectives, notamment 1968 Exposition internationale des Jeunes Artistes au Musée d'art moderne de Tokyo ; en 1973, Symposium de sculpture organisé par le musée des Arts de Ube; en 1985, Sculpture aujourd'hui au musée de Östra Götenland de Linköping; en 1988, parc olympique de sculpture de Séoul, fondation Cartier à Jouy-en-Josas; en 1993, fondation pour l'Art constructiviste et l'Art concret de Zurich; en 1994, Sept artistes japonais au centre culturel Noroit d'Arras et musée des Beaux-Arts de Clermont-Ferrand.

## Parcours, style et technique
Il montre ses œuvres dans des expositions personnelles : en 1970, 1972, 1973 à Tokyo ; 1977, 1980 à Malmö (ville à l'extrême sud de la Suède) ; en 1977, 1984, 1988, 1990 à Stockholm ; en 1979, Space gallery à Los Angeles ; en 1982 musée de Kristianstad ; en 1985, 1987 galerie Denise René à Paris ; en 1989, Halle des Arts et parc municipal de Karlshamn ; en 1990 à Lund ; en 1997, Musée Bourdelle à Paris.
Il reçoit de nombreux prix et distinctions : 1967 XIe prix Shell, 1968 Grand Prix JAFA (Japan Art Festival Association), 1984 prix au Salon d'Art contemporain de Malmö, 1995 lauréat du prix Bourdelle à Paris, 1966 prix Paul Hedqvist de l'académie royale de l'art libre à Stockholm.
Il réalise de nombreuses commandes publiques. Il crée à partir de matériaux naturels, notamment des blocs de pierre, granit gris, diabas, quartzite rose, de Suède ou de Bretagne, des sculptures d'une grande pureté de lignes, parmi lesquelles la série Mandalas. Il associe modernité des procédés techniques utilisés et primitivisme des formes, mettant en scène le lien nature et culture, essence et artifices.